# Diplopterygium brunei
Diplopterygium brunei là một loài dương xỉ trong họ Gleicheniaceae. Loài này được Christ Nakai mô tả khoa học đầu tiên năm 1950.